# TB Destroyer

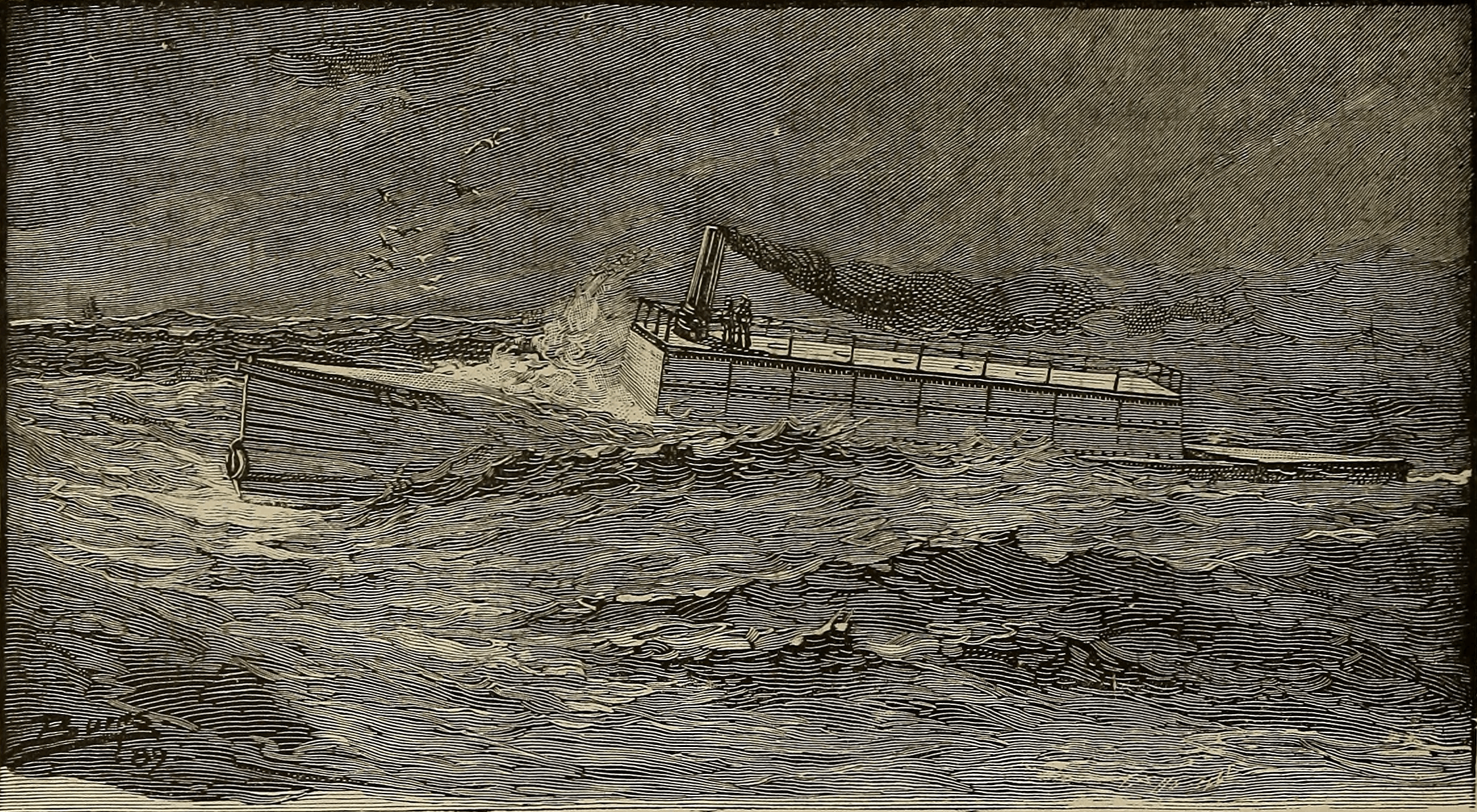
Ericssons Destroyer 1895

TB Destroyer var en torpedbåt, konstruerades av John Ericsson. Han var en av de första ingenjörerna som började utveckla en torped och på 1870-talet hade fått fram en fungerande konstruktion. Efter framgången med USS Monitor i sjöslaget mot USS Merrimack började han fundera på en torpedbåt, som skulle vara snabbare än alla pansarskepp. Han konstruerade torpedbåten TB Destroyer, som byggdes på en verkstad i New York. Fartyget var 43 meter långt och 4 meter brett, med en tvåcylindrisk ångmaskin vilket gav en högsta fart på 18 knop.[1]
1875 visades fartyget upp och beskrevs i USA och England. Den amerikanske marinchefen ville köps köpa Destroyer för att utprova användbarheten, men kongressen sade nej. 1887 presenterade Ericsson en förbättrad version för USD 375000. Kongressen var fortfarande inte intresserad. 1889 dog John Ericsson.

## Republiken Brasilien
Brasilien avskaffade slaveriet först 1888. Efter hand kom mängder av europeiska immigranter till kaffedistrikten. Republikanerna växte i antal. Efter en militärrevolt 1889 upprättades en republikansk regim och Pedro II abdikerade. Den brasilianska marinen accepterade inte en republikansk regim och en rebellflotta bildades. Den republikanske presidenten, Floriano Peixoto hade ju tillgång till statskassan och beslöt att köpa in fartyg till en regeringsflotta. Vid flottrevyn i New York fick Brasiliens marinminister kontakt med England, Tyskland och Chile och kunde förvärva både pansarskepp, kryssare och flera jagare. Även TB Destroyer var intressant med sitt nya torpedvapen.

### Jubileumsfirande 400 år efter Columbus upptäckt av Amerika
1893 firades 400-årsminnet av Columbus upptäckt av Amerika. I New York genomfördes en flottrevy förbi Frihetsgudinnan och upp i Hudsonfloden. Förutom USA:s flotta deltog örlogsfartyg från England, Tyskland, Brasilien och Chile.
Samma dag invigdes statyn över John Ericsson i Battery Park. Närvarande var också den svenske civilingenjören Nils Fock som bodde i New York. Han arbetade som konstruktör i företaget The Dynamic Gun Company. Fock anställdes senare som artilleriofficer i Brasiliens flotta.

### Resan till Rio de Janeiro
TB Destroyer var byggd för försvar inomskärs med minimal träffyta och ett effektivt undervattensvapen. För transport till Brasilien beslöts att bogsera torpedbåten till Pernambuco. Till denna stad i nordöstra Brasilien skulle örlogsfartyg från Europa samlas för gemensam färd till huvudstaden Rio de Janeiro. Därifrån gick torpedbåten för egen maskin med Nils Fock som befälhavare. När torpedbåten kom fram till fortet Santa Cruz utanför Rio de Janeiro var fartyget i så dåligt skick att hon inte var stridsduglig.